# 松江市立来待小学校
松江市立来待小学校（まつえしりつ きまちしょうがっこう）は、島根県松江市宍道町上来待にある公立小学校。

また、島根県立わかたけ学園（児童自立支援施設）内に大野原分校がある。

## 沿革
- 1873年(明治6年)9月23日 - 第四大学区島根県管内第十八中学区来海小学校として開校。
- 1889年(明治22年)4月1日 - 市町村制により、上東西の三村を合して来海村となり、来海尋常小学校開校。
- 1892年(明治25年)9月1日 - 意宇郡来海村尋常小学校と改称。
- 1893年(明治26年)1月11日 - 高等小学校を併設、来海村尋常小学校と改称。
- 1893年(明治26年)3月 - 来海村を来待村と改め、来待村尋常高等小学校と改称。
- 1941年(昭和16年)4月1日 - 八束郡来待村国民学校と改称。
- 1947年(昭和22年)4月1日 - 八束郡来待村立来待小学校と改称。
- 1955年(昭和30年)4月3日 - 町村合併により宍道町立来待小学校と改称。
- 2005年(平成17年)3月31日 - 八束郡と松江市が合併、松江市立来待小学校と改称。

## 通学区域
- 松江市宍道町東来待、西来待、上来待

## 進学先中学校
- 松江市立宍道中学校